# Horizon Zero Dawn
Horizon Zero Dawn est un jeu vidéo de rôle et d'action en monde ouvert développé par le studio néerlandais Guerrilla Games et publié par Sony Interactive Entertainment pour la PlayStation 4, sorti le 1er mars 2017 en Europe. Il s'agit de la première propriété intellectuelle développée par Guerrilla Games depuis Killzone en 2004 et la première tentative du studio néerlandais de réaliser un jeu vidéo de rôle.
L'histoire se déroule dans un contexte futuriste post-apocalyptique où l'humanité a perdu la maitrise de la technologie numérique et le monde est envahi par des créatures robotiques. Le joueur incarne Aloy, une tueuse et dompteuse de machine, qui part en quête de son identité.
Un contenu téléchargeable intitulé The Frozen Wilds est sorti le 7 novembre 2017. Le jeu complet sort ensuite le 7 août 2020 sur Microsoft Windows et Linux via Steam et l'Epic Games Store, puis sur GOG. Une version remastérisée sort enfin le 31 octobre 2024 sur Microsoft Windows et PlayStation 5. Une suite intitulée Horizon Forbidden West est sortie le 18 février 2022 sur PlayStation 4 et PlayStation 5. Une série Netflix est en production.

## Trame

### Univers
Horizon Zero Dawn prend place dans un univers post-apocalyptique dominé par des machines, en particulier des animaux robotiques. Le jeu se déroule dans un futur éloigné d'un millier d'années, où la civilisation humaine s'est effondrée et où les créatures robotiques, devenues les plus puissantes en ce monde, dominent. La région visitée dans le jeu se situe aux États-Unis aux alentours du Colorado, de l'Arizona, du Wyoming et de l'Utah, le DLC The Frozen Wilds se situant plus exactement au parc de Yellowstone.

### Histoire
Aloy (Ashly Burch) est une orpheline, bannie dès sa naissance par la tribu des Noras et confiée aux soins de Rost (J. B. Blanc), un paria. En effet, les circonstances de sa naissance sont un grand secret pour les trois Hautes Matriarches de la tribu, l'une d'elles pense qu'elle est une bénédiction pour la tribu mais les deux autres craignent Aloy et la voient comme une malédiction, elle est donc considérée comme une paria. Enfant, elle tombe dans les ruines d'un laboratoire et y trouve un Focus, un dispositif miniature qui lui permet d'analyser son environnement et d'accéder au système des machines antiques de l'Âge de métal. Déterminée à connaître ses origines, le seul moyen que possède Aloy est de réussir la cérémonie de l’Éclosion, pouvant la libérer de son statut de paria et forcer les Matriarches à lui répondre. Rost accepte de la préparer, l’entraînant à la chasse, l'escalade et aux techniques de survie. Le jour de la cérémonie, elle rencontre deux Oseram, Erend (John Hopkins) et Olin (Chook Sibtain), et remarque que ce dernier possède un Focus. Pendant l’épreuve, Aloy surpasse les autres prétendants mais ils sont attaqués par des membres de l'Eclipse, une secte sanguinaire et xénophobe composée de membres de la tribu Carja. De nombreux participants à l’Éclosion sont tués mais Aloy parvient à éliminer de nombreux assaillants. Elle est surprise par Hélis (Crispin Freeman), le chef de l'Éclipse, qui la soulève d'une seule main et s'apprête à l'égorger, mais Rost surgit et sauve Aloy. Il combat Hélis mais ce dernier parvient à le battre et à le blesser mortellement. Hélis laisse alors pour morts Aloy et Rost avant de faire exploser le lieu du combat. Rost sauve Aloy de l'explosion en la poussant dans le vide, mais l'explosion achève Rost. Aloy est retrouvée par les Noras et recueillie par la Matriarche Teersa (Nicolette McKenzie) qui l'amène dans la montagne sacrée, là où se trouve la Toute Mère, la déesse des Noras, afin d'y être soignée.
À son réveil, Aloy apprend que des guerriers Noras partis à la poursuite des tueurs ont été décimés par des machines corrompues sous le contrôle de l'Éclipse. Teersa lui révèle que sa naissance est un mystère car elle est apparue bébé devant la porte de la Toute-Mère, une porte scellée contrôlée par une intelligence artificielle. La porte ne reconnait pas Aloy mais, Teersa pensant que la déesse s'est adressée à Aloy, parvient à la faire nommer Chercheuse de la tribu Nora en obtenant l'accord d'une deuxième matriarche, et ce malgré les protestations de la troisième. Aloy est désormais libre de parcourir le monde pour découvrir la vérité sur les récents événements et mettre les tueurs de l'Éclosion hors d'état de nuire. Avant de partir, elle aide les guerriers Noras survivants à anéantir les derniers membres de l'Éclipse présents sur les terres Noras. Elle part sur les traces d'Olin, le membre de la tribu des Oseram possédant un Focus. 
Elle le retrouve et celui-ci lui révèle que l'Éclipse a enlevé sa femme et son fils et menace de les tuer s'il ne travaille pas pour la secte en tant qu'éclaireur. Il dit aussi à Aloy que l'Éclipse vénère un démon du nom de Hadès (John Gonzales) et que, grâce au focus d'Olin, ce dernier a pu identifier Aloy comme une menace et a ordonné à Hélis de l'éliminer : elle est leur cible en raison de sa ressemblance inexpliquée avec le Dr Elisabeth Sobeck (Ashly Burch), grande figure scientifique de l'Ancien monde. Selon le choix du joueur, Aloy tuera ou épargnera Olin, et pourra libérer la famille de ce dernier.
L'Éclipse est liée aux Carjas de l'Ombre, des rebelles souhaitant renverser le roi Carja actuel et restés fidèle à son père et prédécesseur, un roi dément ayant sacrifié de nombreux innocents. Le roi Jiran lançait des raids militaires dévastateurs contre différentes tribus puis faisait de nombreux prisonniers qu'il livrait ensuite en pâture à des machines dans une grande arène. Ces sacrifices humains avaient lieu car le roi était convaincu qu'ainsi les machines seraient moins agressives envers les humains et il pensait aussi que le soleil (que les Carjas vénèrent comme un dieu) souhaitait que le sang soit versé. Mais l'un des fils du roi dément, un jeune homme nommé Avad (Josh Keaton), a fui son père et rallié des Carjas hostiles à son règne ainsi que des Oseram (une tribu de forgerons et de guerriers qui avait fait les frais des raids du roi dément) et a ainsi pu rassembler une armée qui a attaqué et pris le contrôle de la capitale Carja, Méridian. Avad a tué son père mais un certain nombre de ses partisans sont parvenus à fuir et se sont regroupés à Brunante, une ville située en plein désert montagneux, où ils ont fondé les Carjas de l'Ombre afin de préparer une offensive pour reprendre Méridian, tuer Avad et restaurer un régime fidèle aux idées et à la politique du roi dément.
Aloy retrouve les anciens sites de l'entreprise Faro Automated Solutions et au travers des enregistrements laissés par les survivants, reconstitue la fin de l'histoire de l’Ancien monde. Ainsi, près de 1000 ans auparavant, les robots militaires Faro, des drones automatisés pour des missions de pacification, sont devenus hors de contrôle et ont détruit la planète par leur faculté d'auto-réplication à partir de la biomasse. Le Dr Sobeck a alors lancé le projet Aube Zéro, un système automatisé de terraformation devant prendre le contrôle des machines et recréer la vie sur Terre. Aloy croise la route de Sylens (Lance Reddick), un homme très secret mais qui recherche également l'histoire des Anciens. Il l'envoie sous la Citadelle de Brunante, siège du pouvoir des Carjas de l'ombre, où se trouve la station renfermant le cœur du système Aube Zéro. Elle y retrouve un ensemble complexe de bases de données, d'usines et de centres de clonage géré par une intelligence artificielle appelée GAIA (Lesley Ewen). Une fois toute vie éteinte sur Terre, GAIA a lancé ses contre-mesures pour désactiver les robots Faro et utiliser des machines de sa fabrication pour recréer la biosphère à partir d'échantillons stockés d'ADN et permettre à une nouvelle humanité clonée de repeupler la Terre, fort des leçons tirées des erreurs passées. Parmi les sous-systèmes de GAIA, on compte HADES, chargé de lancer une opération d'extinction si jamais Aube Zéro n'offrait pas les conditions favorables à la vie humaine. Aloy met la main sur le registre d'accès du Dr Sobeck grâce auquel elle pourra ouvrir la porte de la Toute-Mère et découvrir la vérité sur sa naissance.  
Après cela Aloy tombe dans une embuscade de l'Éclipse et Hélis, le chef de la secte, la capture et la condamne à mort. Il l'enferme dans une cage, et la nargue, prétendant avoir été choisi par le soleil pour être « l'instrument de la prophétie » et accomplir un grand destin qui passe par le fait qu'il jouera un rôle de premier plan dans la reprise de Méridian par les partisans du roi dément, ce qui selon lui restaurera « l'équilibre entre le soleil et l'ombre ». Il dit à Aloy qu'elle n'est qu'une sauvage, qu'il l'a vaincue et qu'il va la sacrifier au soleil en la jetant dans une arène, dans laquelle elle fera face à un Mastodonte corrompu. Il prétend aussi que telle était sa destinée et qu'il a ordonné une attaque contre les Noras afin de les exterminer. Aloy rétorque à Hélis qu'il n'est qu'un assassin et une marionnette dont Hadès tire les ficelles. Pour toute réponse il la jette dans l'arène, mais Aloy parvient à détruire le Mastodonte à la grande surprise d'Hélis. Il lui envoie alors d'autres machines mais Sylens provoque une explosion qui crée une brèche dans l'arène par laquelle il entre avec plusieurs machines qu'il a piratées ce qui lui permet de détruire les machines envoyées par Hélis et d'extraire Aloy. 
Aloy retourne sur les terres Noras, où elle repousse l'attaque de l'Eclipse empêchant ainsi la secte de faire s’effondrer la montagne sacrée dans laquelle les Noras survivants s'étaient réfugiés, avant d'entrer dans le domaine de la Toute-Mère. Elle y trouve un message de GAIA, révélant qu'un signal inconnu a réactivé HADES et a poussé le sous-système à prendre le contrôle, et pour l’arrêter, elle n'a d'autre option que l'auto-destruction. Mais sans GAIA, la terraformation est sans contrôle, la destruction de GAIA est également la cause de l'hostilité des machines à l'égard des hommes et de la création de machines de plus en plus dangereuses et perfectionnés, elles sont mises au point et fabriquées par un autre sous-système du nom d’Héphaïstos. Alors comme mesure désespérée, GAIA a créé un clone du Dr Sobeck, espérant que celui-ci pourra entendre son message et détruire HADES, ce clone n'étant autre qu'Aloy. Quant au Dr Sobeck, elle est morte en protégeant GAIA des robots Faro. 
En sortant de la montagne, Aloy fait face aux Noras qui se prosternent devant elle la considérant comme leur élue. Aloy est furieuse d’être vénérée par des gens qui l'avaient rejetée par le passé, affirme qu'elle n'est pas l'élue, que le monde entier est menacé et appelle les guerriers Noras en état de combattre à rejoindre Méridian. Par la suite Aloy obtient le système de sécurité permettant de neutraliser Hadès auprès de Sylens. Ce dernier avoue qu'il est le fondateur originel de l'Éclipse : attiré par les promesses de HADES sur le savoir de l'Ancien Monde, il a mis en contact ce dernier avec les Carjas de l'Ombre qui, croyant qu'il était l'ombre enfouie de leur mythologie, ont fondé l'Eclipse pour le servir directement. Le but d'Hadès étant de rassembler une puissante armée de machines corrompues, dont certaines ont été déterrées et réveillées, pour s’emparer d'une tour de métal nommée la Flèche qui se situerait près de Méridian, une tour qui a jadis permis à Gaia de désactiver les robots Faro. Hadès veut l'utiliser pour réveiller toutes les machines endormies sur la planète ce qui provoquera la fin du monde, les machines submergeant et anéantissant les humains tout en détruisant la nature pour se ravitailler en énergie. Hadès a aussi ordonné la mort de Sylens quand ce dernier ne lui était plus d'aucune utilité, ce qui explique sa fuite de l'Éclipse et qu'il se soit retourné contre elle et Hadès. Les membres de l'Éclipse sont aussi manipulés, car ils ignorent qu'Hadès veut détruire le monde, pensant qu'il veut simplement les aider à reprendre Méridian. 
Aloy et Sylens apprennent également que Ted Faro (Lloyd Owen) (le responsable principal de l'effondrement du monde) a supprimé le programme qui réunissait toutes les connaissances culturelles et historiques de l'humanité, et a aussi tué tous ceux qui auraient pu aider à transmettre le savoir de l'ancien monde aux habitants du nouveau monde. Il souhaitait en effet éviter à la nouvelle humanité de commettre les mêmes erreurs que la précédente et garantir sa « pureté ». 
L'Éclipse attaque finalement Méridian et la Flèche et fait face à Aloy, les amis qu'elle s'est faits au cours de son aventure, les gardes Carjas de la ville, les guerriers Noras qu'Aloy avait appelés à rejoindre Méridian, des Oserams et même des Banuks, une tribu de guerriers et de chasseurs de machines vivants dans les montagnes enneigées (à condition que le joueur ait fait certaines quêtes annexes). Pendant l'attaque de l’Éclipse, Aloy tue Hélis et lui rappelle qu'Hadès l'utilisait depuis le début et qu'il n'était qu'un pion. Hadès parvient à atteindre la Flèche et à émettre son signal mais Aloy réussit à utiliser le système de sécurité contre Hadès, ce qui le neutralise et coupe le signal. Toutes les machines qu'il avait réveillées sont désactivées avant d'avoir eu le temps de récupérer toutes leurs forces, l'émission du signal n'a donc fait aucune victime. Aloy part peu après dans un nouveau voyage et retrouve le corps du Dr Sobeck, ce qui l'émeut et lui permet d'être enfin en paix vis-à-vis de ses origines et de son statut d'orpheline. Un enregistrement d'une discussion entre Gaïa et le Dr Sobeck révèle également que la personnalité d'Aloy correspond à l'enfant que la scientifique aurait voulu avoir.
Une scène post-crédits montre que HADES n'a pas été totalement anéanti. Sylens parvient à le capturer et l'informe qu'il est désireux de connaître la source du signal qui a tout déclenché, et ce au risque de remettre en danger l'humanité car il compte installer Hadès dans un robot Faro, l'une des machines qui avaient anéanti le monde des anciens et failli éradiquer l'humanité.

## Système de jeu

### Généralités
Horizon Zero Dawn est un jeu vidéo de rôle et d'action en monde ouvert, dans lequel le joueur incarne le personnage d'Aloy, une chasseresse et archère.
Le joueur dispose de nombreux moyens de tuer les ennemis, comme les pièges (des fils de détente, par exemple), les flèches tirées à l'arc (dont celles qui permettent de fait tomber les défenses et armes des machines), les explosifs ou encore le combat de mêlée. Le joueur peut également confectionner de nouveaux objets en collectant des matériaux et des pièces de machines. Le joueur peut aussi ralentir le temps pour mieux viser les points sensibles des ennemis. Le jeu prend place dans un monde ouvert qui peut être exploré par le joueur durant ses missions. Le paysage évolue au gré d'une météo changeante et du jour et de la nuit qui sont pris en compte. Guerrilla Games a également précisé que le jeu ne comprendra pas d'écran de chargement.

### Machines
Les machines (ou robots) sont les ennemis principaux du jeu. Elles ressemblent à des animaux disparus ou actuels, et ainsi, se comportent comme telles avec un comportement semblable aux animaux sur lesquelles elles sont basées : elles peuvent épier, approcher avec attention (prédateur) ou fuir en troupeau (herbivore), et faire usage de leurs griffes, cornes, crocs, comme les animaux dont elles sont inspirées (en plus de quelques armes plus avancées technologiquement).
Elles ne sont hostiles d'ailleurs qu'aux humains, délaissant les animaux, et font partie du paysage et de l'écosystème. Des technologies de piratage permettent de les « apprivoiser », si bien approchées, voire de servir de monture pour certains modèles imitant des animaux dont c'était la fonction.
Combattre une machine est une grande partie du gameplay. Contrairement à un affrontement contre un humain ou un animal où (en dehors d'un tir dans la tête) toute stratégie est à peu près équivalente, les machines ont des forces et des faiblesses exploitables avec la diversité de l'arsenal de Aloy. Exploiter les faiblesses de la machine permet de faciliter grandement le combat, réduisant les munitions utilisées et la dangerosité du combat. Cependant, ces faiblesses correspondent à des parties spécifiques de la machine, ce qui demande de la précision dans l'attaque. Aloy peut aller jusqu'à faire exploser des conteneurs dangereux des machines, ou faire détacher leurs canons de tir pour les récupérer afin d'en faire usage contre elles-mêmes.
Chaque combat nécessite donc de choisir le bon équipement, la bonne stratégie, et de viser au bon endroit en tirant tout en esquivant les attaques dans le même temps. Le système de combat devient ainsi un mélange entre un jeu d'action et un jeu de puzzle, et la grande variété de machines existantes (27 modèles, 3 de plus avec l'extension The Frozen Wilds) couplée au fait que les machines se promènent rarement seules font que le jeu encourage à beaucoup étudier la situation et à reconnaitre le terrain avant de se lancer dans la mêlée.

## Développement
Le développement du jeu débute en 2011.
Guerrilla Games a annoncé qu'il développait une nouvelle propriété intellectuelle qui ne serait pas fondée sur la franchise Killzone. Après avoir achevé Killzone: Shadow Fall, le studio a attaché plus de personnel au développement et à la conception d'Horizon. Les esquisses du jeu, qui comprenaient des dinosaures robotiques ainsi que son nom de code, ont été divulgués en septembre 2014.
Le prototype du jeu laissait supposer qu'Aloy était capable de monter sur le dos de vrais chevaux, avant que l'idée ne soit finalement écartée,.
Le jeu est annoncé officiellement lors de la conférence de presse E3 2015 de Sony Computer Entertainment, pour une sortie prévue sur PlayStation 4 en 2016 dans le monde entier. Le scénario est écrit par John Gonzalez, scénariste principal de Fallout: New Vegas avant de rejoindre Guerrilla Games en 2013,. Horizon Zero Dawn est fondé sur une version modifiée du moteur de jeu de Killzone: Shadow Fall, permettant de supporter la structure en monde ouvert du jeu. Le jeu ne comprend aucun tutoriel afin d'encourager les joueurs à apprendre les méthodes de jeu en perdant et réessayant.
En juin 2016, un nouveau trailer est dévoilé, annonçant notamment le report du jeu pour le 28 février 2017 en Amérique du Nord, le 1er mars 2017 en Europe et le 3 mars 2017 au Royaume-Uni.
En mars 2020, Sony Interactive Entertainment annonce l'arrivée du titre sur PC, avec l'extension The Frozen Wilds. Il sort officiellement le 7 août via Steam et l'Epic Games Store, puis sur GOG.

### Bande originale
La bande originale du jeu est composée par Joris De Man (qui avait déjà contribué avec Guerilla Games pour certaines musiques de la série Killzone), le duo The Flight ainsi que Niels van der Leest. L'interprète principale est la chanteuse Julie Elven.
Fin 2017, un coffret vinyle, composé de quatre disques microsillons, incluant l'ensemble des morceaux de musiques du jeu ainsi que 24 autres pistes originales, est disponible à l'achat mais limité à 1 500 exemplaires.

## Accueil

### Critique
Horizon Zero Dawn est bien reçu par les critiques, qui soulignent l'originalité de l'histoire, la variété du système de combat et la cohérence de l'univers.

### Ventes
Horizon Zero Dawn réussit un gros démarrage, pour une nouvelle exclusivité à Sony, en s’écoulant à plus de 2,6 millions d'unités après deux semaines de commercialisation. Au 30 avril 2017, le jeu poursuit son exploit et dépasse les 3,4 millions de copies vendues dans le monde, dont environ 915 000 (soit 27 %) se sont fait acheter via la distribution numérique. En décembre 2017, les ventes du jeu au Japon affichent un total de 264 000 exemplaires.
Fin 2017, Horizon Zero Dawn se positionne à la 6e place annuel des jeux PS4 les plus vendus sur le PlayStation Network. À compter de cette même date, il atteint le haut du classement des ventes en version physique de l'année dans plusieurs pays : 8e en Allemagne (avec au moins 200 000 exemplaires), 10e au Royaume-Uni (en comptabilisant en plus les ventes en bundles avec les consoles), 11e en Espagne (avec au minimum 105 000 copies) et 5e aux États-Unis (dans le classement propre à la PS4).
Finalement, au 15 février 2018, environ un an depuis sa sortie, Horizon Zero Dawn s'est vendu à 7,6 millions d'exemplaires dans le monde. Ce chiffre constitue le meilleur lancement de Sony pour une nouvelle licence sur PlayStation 4. À titre de comparaison, The Last of Us avait atteint la barre symbolique des 7 millions en l'espace de 13 mois.
Le 28 février 2019, Sony annonce avoir écoulé 10 millions d'exemplaires en 2 ans.
Le 11 février 2022, Sony et Guerrilla Games annoncent avoir vendu 20 millions d'exemplaires du jeu en 5 ans.

### Distinctions
Horizon Zero Dawn est élu « Meilleur nouveau jeu » des Game Critics Awards lors de l'E3 2015 et celui de 2016.
Lors des The Game Awards de 2017, le jeu se voit nommé dans plusieurs catégories : « Jeu de l'année », « Best Game Direction », « Meilleure direction artistique », « Meilleur scénario », « Meilleure Performance » (pour Ashly Burch dans le rôle d'Aloy) et « Meilleur jeu d'action/aventure » ; sans pour autant remporter un seul prix. À l'inverse, cette même année, le jeu décroche trois lauréats à l'occasion du 35e Golden Joystick Awards. Le premier lui revient pour son scénario, le second parce qu'il est considéré comme le « Jeu de l'année sur PlayStation », et le dernier est plus particulièrement décerné à Ashly Burch pour la qualité de son interprétation.
Horizon Zero Dawn reçoit également des récompenses par des organes de presse non-spécialisées dans le jeu vidéo telles que le journal français Le Parisien, qui l'honore d'une « Étoile du Parisien », dans la catégorie « Jeu Vidéo de l'année 2017 », pour avoir « [mêlé] action, jeu de rôles et d'énigmes [...] et ainsi fait la synthèse du meilleur jeu de l'année avec un souci du détail graphique à couper le souffle ».

## Horizon Zero Dawn: The Frozen Wilds
Une extension intitulée The Frozen Wilds est sortie le 7 novembre 2017. L'extension propose une nouvelle carte rattachée à celle de base. L'intrigue se déroule dans une région glaciale avec un volcan en éruption où Aloy doit enquêter sur une nouvelle menace nommé le Daemon. L'extension propose de nouvelles machines, dont les machines daemoniaques (des machines corrompues par le Daemon) ainsi que de nouveaux personnages. Il n'est pas nécessaire de terminer le jeu pour débloquer l'extension, mais il faut être au moins au niveau 30 pour faire l'aventure.

### Accueil
En moins de deux mois de commercialisation, l'extension Horizon Zero Dawn : The Frozen Wilds est devenu le cinquième DLC le plus vendu de l'année 2017 via le PlayStation Network.
Horizon Zero Dawn: The Frozen Wilds est, tout comme le support de base, bien accueilli par les critiques :
- Gameblog : 7 / 10[49]
- Gamekult : 7 / 10[50]
- IGN : 8,8 / 10[51]
- Jeuxvideo.com : 16 / 20[52]
- Metacritic : 83 %[53]

## Horizon Zero Dawn Remastered
La sortie d'une version remastérisée d'Horizon Zero Dawn est anticipée par la presse vidéoludique dès le 18 septembre 2024 grâce au site de l'ESRB. Son annonce officielle a lieu le 25 septembre 2024, durant le State of Play de Sony, qui partage un trailer et une date de sortie sur PC et PlayStation 5 : le 31 octobre 2024. Pour les possesseurs du jeu de base, cette mise à jour coûte 10€.
Le jeu offre une refonte graphique et sonore du jeu original, mais aussi le réenregistrement de 10 heures de dialogues et de nouvelles animations des personnages,.